# Marco Aurelio Silva Businhani
Marco Aurelio Silva Businhani (8 febbraio 1972) è un ex calciatore brasiliano, di ruolo attaccante.

## Carriera

### Club
Tesserato all'inizio della carriera per il Noroeste, si trasferisce per una stagione nella squadra giapponese dello Shimizu S-Pulse. Ritornato in patria, riesce a disputare dieci partite in quattro anni con nel campionato brasiliano con le maglie di Corinthians e Juventude, mettendo a segno due reti complessive. Con la maglia dell'Internacional disputa due partite nella Coppa del Brasile.

## Palmarès

### Club

#### Competizioni statali
- Campionato paulista: 1

Corinthians: 1997
- Campionato Gaúcho: 1

Juventude: 1998